# CA Périgueux
Périgueux Dordogne Athletic Club (eller CA Périgourdin) är en fransk rugbyklubb baserad i Périgueux, Dordogne.
Dess vanliga mötesplats är Francis-Rongiéras stadion.
Maskoten är Lou Canou, en anka som bär klubbens himmel och vita färger.
Klubben spelar i Federal 1.